# Vario LF3
VarioLF3 — чешский восьмиосный шарнирно-сочленённый трамвайный вагон с переменным уровнем пола. Разработан заводом Pragoimex. Доля низкого пола — 50 %.

## Технические подробности
Трамвайный вагон предназначен для эксплуатации на городских скоростных трамвайных линиях. Он состоит из трёх секций, размещённых на четырёх вагонных тележках. Соединение секций шарнирное, шарниры расположены над средними тележками. Высота пола комбинированная 860/350 мм. Все входы между тележками вагона имеют сниженный уровень пола высотой 350 мм над уровнем колеи.
Для передвижения вагона используются четыре приводные полноповоротные тяговые вагонные тележки с двойным подрессориванием типа «КОМФОРТ». Основу тележки составляет разделённая шарнирная рама. Каждая тележка приводится в движение собственным продольно расположенным асинхронным тяговым двигателем. Вращающий момент переносится при помощи шарнирного вала и осевой коробкой передач с конусной гипоидной передачей.
Используется транзисторное оснащение типа TV EUROPULSE с несинхронными двигателями с общей тяговой мощностью 720 кВт. Один инвертор предназначен для одной тележки. Для управления и диагностики электрического оборудования используются микропроцессорная система управления CECOMM. Оснащение расположено на крыше транспортного средства.
Завод может предложить заказчику следующие опции:
- Ширина колеи 1435 мм / 1000 мм / 1524 мм
- Односторонний / двусторонний
- Привод Асинхронный / Коллекторный

## График Поставок
Изготовлено 5 вагонов

### Чехия
| Город   | Предприятие                      | Тип        | Год поставки | Кол-во поставки | Инв. номера | Примечание                                |
| ------- | -------------------------------- | ---------- | ------------ | --------------- | ----------- | ----------------------------------------- |
| Острава | Транспортное предприятие Острава | VarioLF3   | 2006 - 2007  | 2 шт.           | 1401, 1602  | Вагон 1401 в 2007 г. перенумерован в 1601 |
| Острава | Транспортное предприятие Острава | VarioLF3/2 | 2008 - 2011  | 3 шт.           | 1651-1653   | Двусторонние                              |